# Alcancía (arma)
Las alcancías eran artefactos que servían para la defensa de una plaza.
Consistían en una olla de barro con dos asas o sin ellas y también con dos aberturas en el lugar donde debían estar estas. El cuello era angosto y su figura, la de un tiesto redondo de flores o la de una bomba. Se utilizaban para quemar las obras de asalto del sitiador, arrojándolas encendidas sobre aquellas y también para incomodar las tropas, especialmente a la caballería, pues su vista y hedor espantaba a los caballos.
Se encendía con un mixto compuesto de pez griega, pólvora, resina y trementina, y después de llena se le ponía en la boca otro más pólvora para que se encendiese con facilidad el mixto, que ardía hasta consumirse enteramente y era difícil de apagar.
Para más información se puede recurrir al Perfecto Capitán de Don Diego de Álava y Viamont, donde hay muchas referencias de estos fuegos de artificio, su uso y la composición de los mixtos.

## Uso cervantino
En la "Tercera jornada" de la Comedia famosa del gallardo español de Miguel de Cervantes Saavedra (edición publicada por Rodolfo Schevill y Adolfo Bonilla), el genial dramaturgo describe en una quintilla la esencia de una escena de asalto militar a un recinto amurallado: 
"¡Disparen la artillería!
¡Aquí, Buytrago y Guzmán!
¡Robledo, venga alquitrán!
¡Arrojad esa alcancía!
¡Allí, que se sube aquel!".